# Americas Rugby Challenge 2019
La Americas Rugby Challenge del 2019 fue la 2.ª edición del torneo para países de Sudamérica Rugby y Rugby Americas North que no participan del Americas Rugby Championship, fue organizada por la Federación Colombiana de Rugby.
El campeón del torneo fue la selección de Colombia, quienes obtuvieron su segundo campeonato de manera invicta.

## Equipos participantes
- Selección de rugby de Colombia (Los Tucanes)
- Selección de rugby de Paraguay (Los Yacarés)
- Selección de rugby de Islas Caimán
- Selección de rugby de México (Serpientes)

## Posiciones
| Pos. | Equipo       | Encuentros | Encuentros | Encuentros | Encuentros | Tantos  | Tantos    | Tantos     | Puntos Bonus | Puntos Totales |
| Pos. | Equipo       | jugados    | ganados    | empatados  | perdidos   | a favor | en contra | diferencia | Puntos Bonus | Puntos Totales |
| ---- | ------------ | ---------- | ---------- | ---------- | ---------- | ------- | --------- | ---------- | ------------ | -------------- |
| 1    | Colombia     | 3          | 3          | 0          | 0          | 188     | 46        | + 142      | 3            | 15             |
| 2    | México       | 3          | 2          | 0          | 1          | 164     | 85        | + 79       | 3            | 11             |
| 3    | Paraguay     | 3          | 1          | 0          | 2          | 99      | 96        | + 3        | 1            | 5              |
| 4    | Islas Caimán | 3          | 0          | 0          | 3          | 20      | 245       | - 225      | 0            | 0              |

Nota: Se otorgan 4 puntos al equipo que gane un partido y 2 al que empate
Puntos Bonus: 1 punto por convertir 4 tries o más en un partido y 1 al equipo que pierda por no más de 7 tantos de diferencia

## Resultados

### Primera fecha
| 25 de agosto | Paraguay | 27 - 35 BO | México | Estadio Cincuentenario, Medellín |  |

| 25 de agosto | Colombia | BO 83 - 6 | Islas Caimán | Estadio Cincuentenario, Medellín |  |

### Segunda fecha
| 28 de agosto | Paraguay | BO 57 - 7 | Islas Caimán | Estadio Cincuentenario, Medellín |  |

| 28 de agosto | Colombia | BO 51 - 24 BO | México | Estadio Cincuentenario, Medellín |  |

### Tercera fecha
| 31 de agosto | México | BO 105 - 7 | Islas Caimán | Estadio Cincuentenario, Medellín |  |

| 31 de agosto | Colombia | BO 54 - 15 | Paraguay | Estadio Cincuentenario, Medellín |  |

| Bandera de Colombia |
| Campeón Colombia    |
| Segundo título      |

## Partido de exhibición
Como parte del torneo, hubo un partido entre las selecciones femeninas de Colombia y Brasil. Se destaca el hecho de ser el primer partido entre dos selecciones sudamericanas femeninas en rugby XV. La importancia de este test-match (oficial para World Rugby) es que es el primer paso en el pathway hacia la clasificación a la Copa Mundial Femenina de Rugby de 2021. Las selecciones jugarán el próximo año por la plaza sudamericana para enfrentar a Kenia y el ganador de ese partido clasificará al repechaje global.
| 25 de agosto | Colombia | 28 - 7  | Brasil | Estadio Cincuentenario, Medellín |  |
|              |          | Reporte |        |                                  |  |